# デャンフレス・ドウグラス・シャガス・マトス
デャンフレス・ドウグラス・シャガス・マトス（Dyanfres Douglas Chagas Matos、1987年12月30日 - ）は、ブラジル・マラニョン州モーロス出身の元プロサッカー選手。現役時代のポジションはフォワード（センターフォワード）。

## 経歴

### 初期
マラニョン州モーロス出身。2004年17歳でプロ選手としてのキャリアを始め、2008年モト・クルブ・ジ・サン・ルイスでカンピオナート・マラニェンセ優勝に貢献した。2008年にはマドゥレイラECでもプレーしている。
2009年、その将来性を買われトンベンセFCがモト・クルブからパス（保有権）を買い取り、フィゲイレンセFCへ移籍した。ただトップチームでは活躍できず、Bチームでの成績により2010年も引き続きフィゲイレンセと契約したが、同年6月契約を打ち切られる。

### 徳島ヴォルティス
2010年7月、得点力不足を補うため補強をしていた徳島ヴォルティスへ期限付き移籍する。なおパスは引き続きトンベンセFCが所有しており、当初の登録名は「ドゥグラス」。翌2011年も引き続き在籍、この年から登録名を「ドウグラス」に変えている。佐藤晃大や津田知宏、高崎寛之の控えとして活躍していたが、特にその活躍が目立ったのが2013年で、チームのJ1昇格プレーオフ勝利に貢献した。
2014年から徳島へ完全移籍。なおフェデラティブ・ライツ（選手を各サッカー協会へ選手登録する権利）が100%徳島、エコノミック・ライツ（経済権：肖像権や移籍金を獲得する権利）が51%徳島・49%トンベンセ所有。この年、徳島は初めてのJ1を戦ったが低迷し、ドウグラスは13試合で無得点と結果が残せず、チームがフアン・エステバン・ベレスやアドリアーノ・フェヘイラ・マルティンスを補強すると、外国人枠の関係から出場機会が無くなった。

### 京都サンガF.C.
2014年7月、京都サンガF.C.へ期限付き移籍した。移籍早々ゴールを決めたものの、直ぐに怪我で離脱してしまった。ドウグラスは復帰後も京都の主力として活躍したが、京都はJ1昇格プレーオフ圏内の6位以内には届かなかった。期限付き移籍期間は延長されず、京都との契約は満了となった。

### サンフレッチェ広島F.C
2015年、サンフレッチェ広島F.Cへ期限付き移籍で加入する。広島側は2013年夏の時点で補強候補としてドウグラスをリストアップしており、退団した石原直樹に代わる得点源として期待されての獲得となった。第1節のヴァンフォーレ甲府戦でのJ1初ゴールを皮切りに目を見張る活躍を見せ、シャドーのポジションでレギュラーを勝ち取った。最終的に、大久保嘉人に続いて2位の21得点を記録し、Jリーグベストイレブンに選出された。
この活躍により広島も契約延長のオファーを出したものの、移籍金の交渉が不調に終わり、2016年1月に契約満了に伴い広島を退団。

### UAE・トルコ
2016年、UAEのアル・アインへ完全移籍した。
2018年2月にトルコ1部のアランヤスポルに完全移籍。

### 清水エスパルス
2018年7月に清水エスパルスに完全移籍。3シーズンぶりの日本でのプレーとなる。7月22日の第17節ガンバ大阪戦に後半から途中出場し、移籍後初ゴールを決めた。10月7日、J1第29節・ジュビロ磐田との静岡ダービーでは北川航也と共に2得点を挙げ、5-1での勝利に貢献。11月10日、J1第32節・名古屋グランパスエイト戦で、後半20分にヘディングで追加点を挙げた。加入後13試合目で10得点を達成すると同時に、清水では2010年以来となる1シーズン2人の二桁得点を達成。J1第34節・V・ファーレン長崎戦で、金子翔太がシーズン10得点目を挙げたことで、北川・ドウグラス・金子の3人が、1998年以来となる1シーズン3人の二桁得点を達成。チームも2013年以来となる一桁順位でリーグ戦を終えた。
2019シーズン開幕前の1月24日、静岡市内の病院で検査した結果、不整脈の症状が見られ、治療のためブラジルへ一時帰国することが発表された。2月に再来日した後、中国2部・長春亜泰足球倶楽部から違約金を満額支払う高額オファーが届いたことが報じられたが、清水に残留。3月31日、J1第5節・湘南ベルマーレ戦で復帰した。その後、J1第12節・大分トリニータ戦で、相手GKに倒されて得たPKを自ら決めて今シーズンのリーグ戦初得点を挙げる と、第17節・サガン鳥栖戦まで6試合連続弾を決め、1995年にマルコ・アウレーリョ・シルバ・ブジサニが達成したクラブ記録である6試合連続得点に並んだ。第18節・ヴィッセル神戸戦で前半26分に北川のゴールをアシストすると、後半23分に自らもヘディングで決勝ゴールを挙げた。この得点でクラブ新記録となる7試合連続得点を達成。第19節・ガンバ大阪戦では無得点に終わり、フリオ・サリナスが持つJ1記録である8試合連続得点に並ぶことはできなかった。

### ヴィッセル神戸
2020年1月11日にヴィッセル神戸への完全移籍が発表された。背番号は清水時代と同じく49番。ゼロックススーパーカップの横浜F・マリノス戦では、移籍後初ゴールとなる先制点を決めて優勝に貢献した。7月8日のサガン鳥栖戦でアンドレス・イニエスタからの浮き球のパスを受け、移籍後リーグ戦初ゴールとなる決勝ゴールを決めた。神戸での2年間は共に7得点を決めた。

### 柏レイソル
2021年12月27日に柏レイソルへの完全移籍が発表された。2022年2月27日、J1リーグ第2節横浜F・マリノス戦で加入後初ゴールを決めた。しかしその後は怪我に苦しみ、同シーズンは10試合4ゴールに留まると、翌2023シーズンは僅か7試合の出場に終わり、シーズン終了後に契約満了が発表された。
2024年2月16日、現役を引退することが発表された。

## 個人成績
| 国内大会個人成績 | 国内大会個人成績 | 国内大会個人成績 | 国内大会個人成績 | 国内大会個人成績             | 国内大会個人成績 | 国内大会個人成績 | 国内大会個人成績 | 国内大会個人成績 | 国内大会個人成績 | 国内大会個人成績 | 国内大会個人成績 |
| 年度             | クラブ           | 背番号           | リーグ           | リーグ戦                     | リーグ戦         | リーグ杯         | リーグ杯         | オープン杯       | オープン杯       | 期間通算         | 期間通算         |
| 年度             | クラブ           | 背番号           | リーグ           | 出場                         | 得点             | 出場             | 得点             | 出場             | 得点             | 出場             | 得点             |
| ブラジル         | ブラジル         | ブラジル         | ブラジル         | リーグ戦                     | リーグ戦         | ブラジル杯       | ブラジル杯       | オープン杯       | オープン杯       | 期間通算         | 期間通算         |
| ---------------- | ---------------- | ---------------- | ---------------- | ---------------------------- | ---------------- | ---------------- | ---------------- | ---------------- | ---------------- | ---------------- | ---------------- |
| 2006             | モト・クルブ     |                  |                  |                              |                  |                  |                  |                  |                  |                  |                  |
| 2007             | モト・クルブ     |                  |                  |                              |                  |                  |                  |                  |                  |                  |                  |
| 2008             | モト・クルブ     |                  |                  |                              |                  |                  |                  |                  |                  |                  |                  |
| 2008             | マドゥレイラ     |                  |                  |                              |                  |                  |                  |                  |                  |                  |                  |
| 2009             | フィゲイレンセ   |                  |                  | 7                            | 1                |                  |                  |                  |                  |                  |                  |
| 2010             | フィゲイレンセ   |                  |                  | 1                            | 0                |                  |                  |                  |                  |                  |                  |
| 日本             | 日本             | 日本             | 日本             | リーグ戦                     | リーグ戦         | リーグ杯         | リーグ杯         | 天皇杯           | 天皇杯           | 期間通算         | 期間通算         |
| 2010             | 徳島             | 30               | J2               | 13                           | 4                | -                | -                | 2                | 0                | 15               | 4                |
| 2011             | 徳島             | 9                | J2               | 22                           | 4                | -                | -                | 0                | 0                | 22               | 4                |
| 2012             | 徳島             | 9                | J2               | 28                           | 4                | -                | -                | 1                | 1                | 29               | 5                |
| 2013             | 徳島             | 9                | J2               | 29                           | 12               | -                | -                | 1                | 1                | 30               | 13               |
| 2014             | 徳島             | 9                | J1               | 13                           | 0                | 2                | 2                | 1                | 1                | 16               | 3                |
| 2014             | 京都             | 11               | J2               | 17                           | 5                | -                | -                | -                | -                | 17               | 5                |
| 2015             | 広島             | 9                | J1               | 33                           | 21               | 3                | 0                | 3                | 1                | 39               | 22               |
| UAE              | UAE              | UAE              | UAE              | リーグ戦                     | リーグ戦         | リーグ杯         | リーグ杯         | オープン杯       | オープン杯       | 期間通算         | 期間通算         |
| 2015-16          | アル・アイン     | 9                | AGL              | 10                           | 9                | 0                | 0                | -                | -                | 10               | 9                |
| 2016-17          | アル・アイン     | 9                | AGL              | 12                           | 6                | 5                | 4                | -                | -                | 17               | 10               |
| 2017-18          | アル・アイン     | 9                | AGL              | 8                            | 4                | 5                | 5                | -                | -                | 13               | 9                |
| トルコ           | トルコ           | トルコ           | トルコ           | リーグ戦                     | リーグ戦         | トルコ杯         | トルコ杯         | オープン杯       | オープン杯       | 期間通算         | 期間通算         |
| 2017-18          | アランヤスポル   | 55               | TSL              | 14                           | 5                | -                | -                | -                | -                | 14               | 5                |
| 日本             | 日本             | 日本             | 日本             | リーグ戦                     | リーグ戦         | リーグ杯         | リーグ杯         | 天皇杯           | 天皇杯           | 期間通算         | 期間通算         |
| 2018             | 清水             | 49               | J1               | 15                           | 11               | -                | -                | -                | -                | 15               | 11               |
| 2019             | 清水             | 49               | J1               | 30                           | 14               | 2                | 1                | 4                | 0                | 36               | 15               |
| 2020             | 神戸             | 49               | J1               | 23                           | 7                | 0                | 0                | -                | -                | 23               | 7                |
| 2021             | 神戸             | 49               | J1               | 21                           | 7                | 3                | 2                | 2                | 0                | 26               | 9                |
| 2022             | 柏               | 49               | J1               | 10                           | 4                | 1                | 0                | 0                | 0                | 11               | 4                |
| 2023             | 柏               | 49               | J1               | 7                            | 0                | 1                | 0                | 1                | 0                | 9                | 0                |
| 通算             | ブラジル         | ブラジル         |                  | \|\|\|\|\|\|\|\|\|\|\|\|\|\| |                  |                  |                  |                  |                  |                  |                  |
| 通算             | 日本             | 日本             | J1               | 129                          | 57               | 12               | 5                | 11               | 2                | 152              | 64               |
| 通算             | 日本             | 日本             | J2               | 132                          | 36               | -                | -                | 4                | 2                | 136              | 38               |
| 通算             | UAE              | UAE              | AGL              | 30                           | 19               | 10               | 9                | -                | -                | 40               | 28               |
| 通算             | トルコ           | トルコ           | TSL              | 14                           | 5                | -                | -                | -                | -                | 14               | 5                |
| 総通算           | 総通算           | 総通算           | 総通算           | 305                          | 117              | 22               | 14               | 15               | 4                | 342              | 135              |

(注)通算にブラジルリーグを含んでいない
その他公式戦
- 2013年
  - J1昇格プレーオフ 2試合1得点
- 2015年
  - Jリーグチャンピオンシップ 2試合1得点
- 2020年
  - FUJI XEROX SUPER CUP 1試合1得点

| 国際大会個人成績 | 国際大会個人成績 | 国際大会個人成績 | 国際大会個人成績 | 国際大会個人成績 | FIFA      | FIFA      |
| 年度             | クラブ           | 背番号           | 出場             | 得点             | 出場      | 得点      |
| AFC              | AFC              | AFC              | ACL              | ACL              | クラブW杯 | クラブW杯 |
| ---------------- | ---------------- | ---------------- | ---------------- | ---------------- | --------- | --------- |
| 2015             | 広島             | 9                | -                | -                | 4         | 2         |
| 2016             | アル・アイン     | 9                | 14               | 5                | -         | -         |
| 2017             | アル・アイン     | 9                | 2                | 0                | -         | -         |
| 2020             | 神戸             | 49               | 7                | 1                | -         | -         |
| 通算             | AFC              | AFC              | 23               | 6                | 4         | 2         |

- Jリーグ初出場 - 2010年7月25日 J2第19節対東京ヴェルディ戦（西が丘）
  - 先発出場、12分警告、78分佐藤晃大と途中交代
- Jリーグ初得点 - 2010年8月22日 J2第23節対ギラヴァンツ北九州戦（鳴門大塚）
  - 71分佐藤晃大と途中交代出場、87分ゴール
- ハットトリック - 2015年8月29日 J1・2nd第9節対名古屋グランパス戦（Eスタ）

## タイトル

### クラブ
サンフレッチェ広島
- J1リーグ：1回 (2015年)

アル・アインFC
- アラビアン・ガルフ・リーグ:1回（2017-18）
- UAEプレジデントカップ:1回（2017-18）

ヴィッセル神戸
- FUJI XEROX SUPER CUP：1回（2020年）

### 個人
- Jリーグベストイレブン：1回 (2015年)
- J1リーグ・月間MVP：1回 (2015年11月)
- J1リーグ・月間ベストゴール：1回 (2019年11月・12月)